# Frances Brandonová
Frances Brandonová (16. července 1517, Hatfield, Anglie – 20. listopadu 1559, Londýn) byla anglická šlechtična. Byla matkou budoucí anglické královny Jany Greyové.

## Životopis
Byla nejstarší dcerou Marie Tudorovny a Charlese Brandona. Narodila se v Hatfieldu v hrabství Hertfordshiru, dětství strávila v péči své matky. Frances měla několik sourozenců.
Byla neteří anglického z krále Jindřicha VIII. Udržovala blízký vztah s jeho manželkou Kateřinou Aragonskou a jeho dcerou Marií. V roce 1533 se vdala za Jindřicha Greye, 1. vévodu ze Suffolku.S manželem měli dcery Janu, Kateřinu a Marii.  
Za vlády nedospělého anglického krále Eduarda VI. začala s manželem spřádat plány na jeho sňatek se svou dcerou Janou. Jana nakonec byla provdána za Guilforda Dudleye, syna Johna Dudleye, 1. vévody z Northumberlandu. Frances přesvědčila Eduarda VI. na smrtelné posteli, aby nástupcem na anglický trůn jmenoval její dceru Janu na úkor svých sester. Jana byla královnou pouhých 9 dní, následně se novou královnou stala Marie. Její manžel a Jana byly uvězněni. V roce 1554 byla popravena Jana s manželem i její manžel.
Jejím druhým manželem byl od roku 1555 podkoní Adrian Stokes.
Byla pohřbena ve Westminsterském opatství na náklady královny Alžběty I.

## Potomci
- Jana (12. listopadu 1537 – 12. února 1554), devítidenní královna Anglie ∞ lord Guildford Dudley
- Kateřina (25. srpna 1540 – 26. ledna 1568) ∞
  - Jindřich Herbert, Jindřich Herbert, 2. hrabě z Pembroke
  - Edward Seymour, 1. hrabě z Herfordu
- Marie  (20. dubna 1545 – 20. dubna 1578) ∞ Thomas Keyes